# Пригородный (Калининградская область)
Пригородный  — посёлок в составе города Светлогорска Калининградской области. Не учитывается в ОКАТО как самостоятельный населенный пункт.

## География
Посёлок располагается на Самбийском возвышенно-равнинном моренном плато, в 1,5 километрах к югу от морского побережья, в 40 к северо-западу по прямой от областного центра, города Калининграда.

### Климат
Климат характеризуется как переходный от морского к умеренно континентальному. Среднегодовая температура воздуха — 7,2 °C. Средняя температура воздуха самого холодного месяца (января) — −5 — −2 °C; самого тёплого месяца (июля) — 22,4 °C. Безморозный период длится в среднем 160—190 дней. Годовое количество атмосферных осадков — около 700 мм, из которых большая часть выпадает в тёплый период.

### Часовой пояс
Посёлок Пригородный, как и вся Калининградская область, находится в часовой зоне МСК−1. Смещение применяемого времени относительно UTC составляет +2:00.